# 독일의 수발보험
수발보험(Pflegeversicherung)은 출산율감소와 인구고령화 현상으로 인해 노인복지에 대한 사회적 비용과 개인의 부담이 증가함에 따라 세계 최초로 독일에서 1995년부터 실시된 사회보험이다.
전 국민을 대상으로 시행하는 한편, 수발을 필요로 하는 사람이 적절한 서비스를 제공받을 수 있도록 하는 것에 있다. 수발의 필요 정도를 등급 기준으로 급여를 차등지급하고, 재가수발과 시설수발 또한 구분하여 지급한다. 급여의 형태로는 현물 또는 현금, 현물과 현금의 혼합급여 방식이 있다.
그러나 1995년 수발보험이 도입된 이후 급여수준의 적절성 등의 지적과 함께 재정적자가 발생함에 따라 효과적인 수발보험운영과 서비스 제공을 위해 수발보험에서의 이용자 보호 강화와 수발서비스 품질보장을 위한 개혁(2001), 무자녀 피보험자의 추가부담(2005), 수발가족 실업보험보장(2006)등과 같은 부분적인 개혁을 해오다가 2008년 5월에 수발 개선법(das Gesetz zur strukturellen Weiterentwicklung der Pflegeversicherung)을 제정하여, 2008년 7월부터 전반적인 수발개혁을 실시하였다.

## 수발보험 수립 배경

### 인구고령화 현상
독일의 인구고령화 현상이 나타나는 원인은 출산율감소와 과도고령화현상이다.
독일은 1970년대 초부터 지금까지 해마다 출산율보다 사망률이 더 높다. 게다가 지난 160년 동안의 현장에서 나온 자료들에 따르면 해마다 평균수명이 여성의 경우 3개월, 남성의 경우 2.5개월씩 증가했다는 사실을 알 수 있다.10년이 지나면 대략 30개월이 증가하고 50년 뒤에는 150개월가량 증가하는데 이는 평균수명이 12년 이상 추가 연장되는 것과 맞먹는다. 남성들의 평균수명은 이 세기 중반에 이르면 83세가 되고 여성의 경우에는 93세에 달할 것으로 전망되고 있다.
이러한 요인들로 노인들의 인구는 증가하는데 노인들을 돌보고 수발하는 세대의 인구는 줄어들어 노인복지에 대한 사회적비용이 증가하고 있다.

### 수발에 의한 개인들의 부담 증가
수발이 필요하게 될 경우, 해당자는 물론 그 가족들에게 물리적, 정신적, 재정적으로 커다란 부담이 되며 이러한 부담은 개인적으로 해결할 수 있는 경우는 매우 드물다. 수발행위는 해당자뿐만 아니라 수발을 요하는 사람에게 도움을 주는 다른 사람에게까지 부담을 준다. 만약 가족이 노인을 수발하는 경우, 이 일을 맡은 사람은 다시 정상적인 생계활동을 할 수 없게 되고 따라서 수발이 장기화될 경우에는 그 당사자는 정신적 스트레스나 재정적 어려움으로 상당한 희생을 감수하지 않을 수 없다.

### 사회부조(Sozialhilfe)와 노인수발의 불합리성
사회부조는 1961년에 제정된 연방사회부조법으로부터 규정되어있다. 연방사회부조법은 어려운 상황에 처했으면서도 사회보험의 혜택을 받을 수 없거나 또는 그 혜택이 부족한 경우 이를 국가차원에서 해결하는 것을 목적으로 한다. 이에 따라 사회부조의 기능은 이를 필요로 하는 사람의 일시적인 물질적 빈곤의 해결을 포함한다. 노인인구가 늘어나면 늘어날수록 사회부조로 인해 혜택을 받는 사람들의 비중이 커지고 이는 독일 사회보장 제도의 기본 틀에 어긋난다는 것이 정부의 시각이었다. 사회부조는 사회보장제도의 혜택을 받지 못하는 예외적인 경우에 한해서 일시적으로 그 위기를 해결하는 것이다. 그런데 노화로 인해 필요해진 수발서비스는 질병처럼 치료한다고 사라지는 것이 아니라 시간이 지남에 따라 생기는 자연스러운 현상이다. 이는 사회부조의 예외적이고, 한시적이지도 않는 경우이고 따라서 사회부조에서 노인수발에 대한 지원을 하는 것은 불합리한 것이라 볼 수 있다. 또한, 노인수발이 필요한 계층이 증가하면서 사회부조 비용의 지속적인 증가를 초래하게 되었고 결국 사회부조를 담당하는 주 지방정부의 재정능력을 악화시켰다.

### 수발보험에 대한 논쟁
수발을 요하는 사람들이 늘어남에 따라 재정적 부담이 늘어나고 그에 대한 대책이 필요하다는 사실에 대해서는 모든 정당이 인정하였다. 하지만 그 해결방법에 있어서는 각 정당의 성격에 따라 달랐다. 기업과 중소상인을 대변하는 자민당(FDP)과 환경단체이면서 정당인 녹색당(Die Grune)이었다. 자민당에서는 따로 기업에 부담을 줄 수밖에 없는 사회보험으로서의 수발보험에 반대하면서 사적보험을 통한 개인적 차원의 해결에 방향을 두었던 데 반해서 녹색당에서는 가난한 사람들에게는 보험료마저 부담을 줄 수 있기 때문에 세금을 통해서 해결해야 한다고 주장했다. 결국 이 사안에 대해 중도적인 입장에 있던 집권엽합 기민련/기사련(CDU/CSU)와 제일야당 사민당(SPD)은 중도적인 해결방법으로 수발보험을 선택했다.
정치적인 논쟁은 다수의 표결에 의해서 해결되는 것이므로 수발보험의 법의 제정은 성공하게 되었다. 하지만 수발보험으로 부담이 커지는 경영자 단체와 기업들에서 반발을 했다. 고용자, 기민련-경제자문위원회, 기민련의 중상층 연합에 의하면 노동관계와 노후수발은 전혀 관련이 없고 또 당시의 복지수준 관점에서는 스스로 해결이 가능했기 때문에 수발보험을 위한 고용자의 부담에는 전혀 객관적인 근거가 없다는 주장이었다. 그리고 협상의 진행과정에서 타협안으로 고용주들은 경쟁과 고용이라는 측면에서 가중되는 임금부대비용의 위험성에 관해 고용자부담액의 보상을 요구했다. 수발보험을 사회보험으로 처리함으로써 기업이 절반의 비용을 부담하는 대신에 법정 공휴일 중 적어도 1일 내지 2일을 줄이고 아울러 지금까지 병가 시 일정기간 100%지급하던 월급도 감소일을 도입하여 고용자의 부담을 적당한 형태로 보상해야한다고 나섰다. 이에 대해서는 노동계에서 적극적인 반대의 입장을 표명했고 이러한 노사의 대립으로 수발보험이 무산될 수 있었으나 기업의 요구가 상당부분 받아들이는 것으로 타협이 이루어지며 수발보험이 실시될 수 있게 된 것이다.

## 수발보험

### 수발보험의 목적
독일이 수발보험을 도입한 목적은 수발보험법 1장 4조에 명확하게 표기되어 있다.
요양보험은 심한 요양이 필요한 상태로 인하여 연대적 지원을 받아야 할 자를 돕는데 그 목적이 있다.

즉, 수발을 필요로 하는 사람이 적절한 서비스를 제공받을 수 있도록 하는 것이 수발보험의 기본 목적이다. 특히, 과거에는 가족이나 친척들이 수발노동을 담당했지만, 현재 가족의 기능이 많이 약화되어 전통적인 형태의 수발에 의존할 수만은 없는 상황이다. 따라서 원래는 가족의 기능이었던 수발이라는 서비스를 사회가 수행하게 되었다.

### 수발보험의 기본원칙
① 수발필요성을 줄이기 위한 예방과 재활조치는 수발급여보다 우선한다. 수발보험급여는 수발필요자가 독립적인 생활을 영위할 수 있도록 도와준다.
② 재가수발은 시설수발에 우선한다. 이 원칙은 수발필요자가 가능한 주택에 머물 수 있도록 하는 수발보험의 근본적인 목표에 따른 것이다.
③ 수발필요자는 방문수발과 시설수발을 자유로이 선택할 수 있다.
④ 수발상담, 수발급여와 관련된 수발조언 그리고 수발교육 등을 통해 수발자 및 수발관계자에게 전문지식 향상과 동기를 부여한다.
⑤ 수발개념은 수발자의 사회적 보장을 포함한다.
⑥ 수발보험은 수발필요자가 가지고 있는 능력을 보전하여 주고, 가능한 경우 상실한 능력을 회복시켜주기 위하여 수발필요자를 돕는 것을 목표로 한다.
⑦ 다원적이고, 경쟁적으로 조직된 수발서비스공급이 요구된다. 이러한 공급은 자유로이 이용할 수 있는 사적, 공적 시설 내에서 방문 수발과 시설 또는 부분 시설 수발이 서로 연계되어 이루어져야 한다.

### 도입과 실시과정
- 1994년 : 법안 통과(4월)

- 1995년 : 보험료 징수(1월), 재가서비스 실시(4월)―1단계

- 1996년 : 시설서비스 실시(7월)―2단계

### 수발보험법

#### 대상
수발보험가입자는 전 국민으로 보아도 무방하다. 법적 의료보험 피보험자는 모두 의무적으로 수발보험에 가입해야하기 때문에 수발보험가입자는 의료보험대상자와 동일하다. 법적 의료보험에 의무 가입되지 않은 사람, 예를 들어 공무원이나 자영업자의 경우에도 사적 수발보험에 의무적으로 가입해야만 한다.
이 중 수발보험의 급여대상자는 신체적, 정신적 질병 그리고 일상적이고 규칙적으로 반복되는 활동의 장애로 인해 일상생활에서 상당한 정도의 도움이 지속적(6개월 이상)으로 필요한 사람이다.

#### 운영
수발보험의 보험자, 즉 수발보험을 운영하는 기관은 수발금고로, 재원을 마련하여 수발보험의 급여대상자에게 수발급여를 지급한다. 수발금고는 효과적으로 수발서비스를 제공할 수 있는 수발시설 및 서비스 제공자와 계약을 체결하여 수발필요성을 인정받은 수발보험의 급여대상자에게 수발급여를 보장해야 할 의무가 있다.
독일은 사회보험의 재원을 피용자 및 사용자에게 부과되는 보험료, 정보 보조금 및 기타수입으로 충당하는데, 이 중 보험료가 대부분을 차지한다. 제도 시행초기, 즉 1995년부터 1996년 6월까지는 수발보험의 보험료율이 연간 총 수입의 1.0%였지만 2단계 수발보험 체계, 즉 시설수발보험이 시작된 이후부터는 보험료율이 1.7%로 인상되었다. 수발보험이 도입된 1995년부터 1998년까지는 재정흑자가 유지되었지만, 1999년부터 수발을 요하는 사람의 수가 늘고 수발을 위한 시설 인프라 구축이 미비한 구동독 지역에 대한 시설 투자가 진행되면서 재정적자가 나타나고 있다.

#### 재가수발&시설수발
수발보험은 재가에서 수발급여를 받는지 수발 시설에 입소하여 수발을 받는지에 따라 재가수발과 시설수발로 나눌 수 있다.
재가수발은 재가에서 수발급여를 받는 방식으로 1995년 4월부터 시행되었다. 수발필요자는 가족 및 친척, 혹은 방문서비스를 통해 수발을 받으며, 재가수발이라고 해서 반드시 자기 집에서 수발 받아야 하는 것은 아니다. 타인의 집, 양로원, 노인주택, 또는 이와 유사한 시설에서 수발을 받는 서비스 역시 재가수발로 취급한다.
반면, 시설수발은 일반적으로 요양원에 입소하여 수발을 받는 방식으로 1996년 7월부터 완전시설수발을 위한 급여가 제공되고 있다. 시설은 요양원 이외에도 지역의 복지시설, 교회, 사설시설 등이 있다. 수발필요자는 수발금고로부터 지역시설에 대한 자세한 정보를 제공받아 자신에게 적합한 시설을 찾는다.
기본원칙에 나와 있듯이 수발필요자는 재가수발과 시설수발을 자유롭게 선택할 수 있다. 그렇지만 재가수발이 시설수발에 우선하는 것 역시 기본원칙 중의 하나이므로 완전시설수발이 필요하지 않은 수발필요자가 시설수발을 선택한 경우 수발급여에 일부 제한을 건다. 시설수발이 필요한 것으로 간주되는 대상은 수발 3등급의 수발필요자나 수발인 부재, 수발인의 준비부족, 수발인의 과도한 무리, 수발필요자의 심각한 방치, 주거환경의 취약함 등 재가수발이 어려운 수발필요자이다.

#### 등급
수발필요자가 수발보험급여를 받기 위해서는 반드시 수발등급판정을 받아야한다. 수발등급판정은 의학심사원(MDK)에 의해서 이루어지는데, 15개의 일상생활능력(ADL)과 6개의 가사활동(IADL) 수행의 어려움 정도와 도움이 필요한 간병수발시간이 그 기준이다. 수발판정자는 이를 토대로 수발필요자의 수발필요정도를 파악하여 수발금고에 통보한다. 수발금고에서 수발 등급을 최종 판정하고 신청자에게 통보하며, 수발필요자일 경우 수발급여를 제공한다. 수발 등급은 신체, 영양, 이동영역에서 필요한 도움(기본수발)의 종류와 빈도 그리고 필요 시간에 따라 3등급으로 구분된다. 1등급은 상당한 수발필요자, 2등급은 심각한 수발필요자, 3등급은 아주 심각한 수발필요자이며, 극심한 경우는 24시간 많은 수발 인력에 의해 수발 서비스가 동시에 제공된다. 등급에 따라 기본수발(신체, 영양, 이동과 관련된 수발)과 가사원조의 도움 빈도, 그리고 지원받는 수발급여의 금액은 각기 다르다.

#### 급여
수발급여는 보통 현물급여, 현금급여로 나뉘는데 현물급여는 수발금고와 계약관계가 있는 전문 수발인에 의해 수발을 받는 피보험자에게 주어진다.
재가수발의 경우 1등급은 월 384유로, 2등급은 월 921유로, 3등급은 월 1432유로를 지원받으며, 상당한 비용을 요구하는 극심한 경우에는 월 1918유로까지 지원이 가능하다. 완전시설급여의 한도액은 2007년까지 1등급 1,023유로, 2등급 1,279유로, 3등급 1,432유로이다.
반면, 수발금고와 계약관계가 없는 수발 인력이 수발을 돕거나 수발필요자가 스스로 기본수발과 가사지원을 마련할 수 있는 경우에는 현금급여를 지원받을 수 있다. 이는 수발자에 대한 임금이라는 성격이 강한 현물급여와는 달리 수발필요자의 선택을 존중하여 피보험자의 자율권을 강화하려는 의도가 있다. 현금급여는 수발필요자에게 집에서의 수발동기를 제공함으로써 익숙한 환경에 머물 수 있도록 장려하며 현물급여에 비해서는 급여수준이 낮지만 선호도가 높다. 1등급은 월 205, 2등급은 월 410, 3등급은 월 665유로를 지원받을 수 있다.
이 두 급여방식은 병행도 가능하다. 이때, 수발필요자는 수발활동의 종류에 따라 전문가의 지원을 받을지 가족, 친구, 이웃에게 맡길지를 결정하여 현금과 현물급여를 적절한 비율로 신청하면 된다.

### 효과
- 수발보험이 간호 행위에 대하여 보험료를 지급함에 따라 재가 수발노동은 취업과 유사한 형태로 연금 혜택을 받게 되었다. 수발노동에 대한 대가로 받는 수발급여는 수발 필요자의 수발 등급에 따라 다르지만, 월 400 마르크에서 1,300 마르크 정도이다. 이는 일자리 창출의 효과를 지닌다.

- 수발보험이 도입되기 전까지 수발노동은 전통적으로 여성의 일이였다. 따라서 재가수발에 대한 서비스 제공과 수발노동에 대한 사회보험 혜택은 특히 여성의 수발부담을 줄이고 삶의 상황을 개선하는데 기여했다고 볼 수 있다.

- '수발을 위한 원조’ 관련 지출 중 상당 부분은 본래 사회부조 재정에서 담당하고 있었으나, 수발보험법이 재정되면서 수발보험에서 그 비용을 넘겨받게 되었다. 이는 사회부조 개정 개선에 크게 기여하였으며, 수발보험을 사회보험에 편입시킨 배경 중 하나이기도 하다.

## 수발보험의 변화

### 기존 수발보험의 문제점
1995년 수발보험 도입 이후 사회법 11권의 수발필요성에 관한 협소한 개념정의가 비판을 받아왔다. 즉, 수발학적 근거가 없고, 특히 치매가 있거나 정신 장애 또는 심리 질환이 있어서 수발 필요성이 큰 사람들을 배제하며 차별한다는 것이었다.
1995년 수발보험이 도입된 이후 제도시행에 따른 크고 작은 여러 가지 문제점들이 발생하자, 그때마다  효과적인 수발보험운영과 서비스 제공을 위해 수발보험에서의 이용자 보호 강화와 수발서비스 품질보장을 위한 개혁(2001), 재가급여에서 상당한 일상 돌봄 필요가 있는 대상자에 대한 추가급여(2001), 통일된 노인수발교육법(2001), 무자녀 피보험자의 추가부담(2005), 수발가족 실업보험보장(2006), 의료보험경쟁촉진법에 따른 수발강화(수발보다 재활우선, 서비스 제공자의 통합된 서비스 제공, 퇴원에서 수발로의 연계개선, 의료적•수발적 보호강화 2007) 등이 이뤄졌다.
그럼에도 불구하고, 수발필요성의 개념과 급여수준의 적절성, 급여의 질과 수발 서비스의질, 건강보험과의 연계, 수급자 선정기준 그리고 비용증가에 따른 재정 안정화 문제 등에 관한 지적은 계속 있어왔다. 이에, 2008년 5월 수발 개선법(das Gesetz zur strukturellen Weiterentwicklung der Pflegeversicherung)이 제정되고 2008년 7월부터 수발개혁이 시작되었다.

### 2008년 수발보험 개혁
수발개혁을 통하여 무엇보다도 수발 서비스 질을 개선하고, 시설에 대한 투명성을 높여 제공되는 급여의 비교가 가능하도록 하였다. 이를 통해 수발대상자가 원하는 방식으로 거주와 돌봄을 받을 수 있도록 하였다. 수발개혁2008은 모든 수발관련자, 특히 수발 필요자, (가족)수발자의 욕구와 수발 효과를 높이기 위하여 2008년 7월부터 기존의 수발 제도 구조를 변화시켰다. 수발개혁 내용에는 수발급여의 점진적인 인상과 취업수발가족을 위한 지원방안 도입, 상담기능 강화를 통한 사례관리 제공과 이를 위해 수발지원거점센터 설립, 수발질 강화를 위한 정기적인 수발시설 검사와 검사 결과의 공개, 일상 생활능력이 심각하게 제한된 사람들(이를테면 심리 질환자나 치매가 있는 사람들)의 수발 요구권 확대 등이 있다.

### 대폭 개선되는 수발보험(2012)
대폭 개선되는 현재의 독일 수발보험은 가정수발과 현금급여를 우선하는 제도로 인해 가족이 가장 큰 부담을 지고 있으며, 이로 인해 파생하는 어려움이 적지 않다는 문제가 있다. 연방의회에서의 수발보험 개혁에 대한 논의 후 연방정부는 수발보험의 개혁을 위한 일련의 과정을 진행하였다. 연방보건부는 수발보험제도의 개혁을 위한 전문가협의회를 구성하였으며, 동 협의회는 지난 5월 1일 그 업무를 개시하였다. 연방보건부는 수발보험전문가가 의회에게 수발보험수급자에 대한 새로운 정의를 구체적 제안해 줄  것을 요청하였다. 전문가협의회가 제시한 안에 대해 수차례의 논의 후 연방정부는 5월 28일 수발보험개혁안(PflegeNeuausrichtungs-Gesetz, PNG)을 의결하였다. 연방정부 수발보험개혁안의 핵심 내용은 치매환자의 보장 강화와 외래수발 강화이다.
개혁 이전까지는 수발 0 등급은 단순히 100 또는 200유로의 추가적인 돌봄 서비스를 받을 수 있었지만, 개혁안에는 현금수발 또는 현물수발을 받을 수 있도록 하였다. 수발수급자 가족의 부담을 덜어주기 위한 방안도 포함되었으며(가족의 재활치료 가능), 수발수급자가 장소와 시간 등 수발서비스와 관련된 사항 중 일정 부분 선택할 수도 있도록 하였다. 수발기관에서의 의료보장을 위해 추가적으로 77백만 유로를 지원하는 것도 개혁안에 포함되었다. 이로써 의료기관을 직접 방문하기가 쉽지 않은 수발시설의 수발수급자에게 보다 나은 의료서비스를 제공할 수 있는 기틀을 마련하였다. 개혁안에는 수발보험료의 인상도 포함되어 있다. 수발보험료를 0.1%포인트 인상한 2.05%로 한다는 것이다.

## 참고 문헌
- 김욱 (2005). 《독일수발보험제도의 변화와 시사점》. 한·독사회과학논총.
- 김욱 (2007). 《독일 수발보험의 수발서비스 질 보장 방안 연구》. 한·독사회과학논총.
- 김근홍, 박자숙 (1999). 《독일 수발보험(Pflegeversicherung)의 정치적 배경》. 한국사회복지학회 학술발표대회지.
- 김근홍, 전광현 (2011). 《독일 수발보험 개혁에 따른 우리나라의 현황과 쟁점》. 한국지역사회복지학.
- 김근홍 (2000). 《고령화 사회의 체계적 노인수발 방안 - 독일의 사례를 중심으로 -》. 한국노년학.
- 《독일의 수발보험제도 실시현황 및 과제》. 보건복지부. 2005.
- 정재훈. 《노령사회에 대비하는 새로운 가능성: 독일 수발보험제도에 관하여》. 상지대학교 사회복지학과.
- 김욱 (2010). 《노인장기요양보험의 치매노인지원 연구》. 정신보건과 사회사업.
- 최낙관 (2007). 《독일 수발보험을 통해서 본 한국 노인장기요양 보험의 전망과 과제》. 한국자치행정학보.
- 김욱 (2010). 《독일 수발보험개혁2008과 정책적 시사점》. 한·독사회과학논총.
- 편집부 (2013). 《해외의료정책 동향》. 의료정책포럼.
- 임금자 (2006). 《독일의 수발보험제도》. 의료정책포럼.
- 김근홍 (2002). 《독일 노인수발사 제도의 한국적 시사》. 한국노년학.